# Kobieta nad Morzem
Pomnik Kobiety nad Morzem (szw. Kvinna vid havet) – rzeźba z brązu dłuta Ivara Johnssona, znajdująca się na szczycie Wieży Marynarza (Sjömanstornet), przy Muzeum Żeglugi (Sjöfartsmuseet) w Göteborgu.
Pomnik, potocznie nazywany "Żoną Marynarza", wzniesiono w 1934 roku ku pamięci marynarzy, którzy zginęli na morzu podczas I wojny światowej. Na wieży, zaprojektowanej przez Karla M. Bengtssona, widnieją nazwiska wszystkich 690. marynarzy, a także nazwy okrętów, na których służyli. Na samym szczycie wieży znajduje się taras widokowy, do którego prowadzą 193. schody oraz winda. Wieża ma 60 m wysokości, a statua wznosi się 82 metry nad poziomem morza.

Od 1997 roku replika rzeźby znajduje się w Lisebergu.